# Sophia Holt
Sophia Holt (Zwolle, 1658 - 1734), fue una pintora neerlandesa del siglo XVIII.

## Biografía
Era hija del secretario de la ciudad Johan Holt. Junto con sus primas Aleida Greve, Anna Cornelia Holt y Cornelia van Marle, siguió lecciones de dibujo y pintura en el estudio de Wilhelmus Beurs, quién dedicó su libro De groote waereld en 't kleen geschildert a este grupo de mujeres. Se escribió el nombre de Sophia en la parte superior, y se mencionó que era el ama de casa de Mattheus Noppen, con quien se había casado en 1689.
Según el Rijksbureau voor Kunsthistorische Documentatie fue alumna de Wilhelmus Beurs durante cuatro años. Su marido era un ministro de la iglesia reformada holandesa y originario de Norwich. Él escribió un poema en el álbum de Joanna Koerten.
Su pintura de la alegoría histórica de Cleopatra suicidándose, está situado en un paisaje de fantasía y de elementos arquitectónicos, con un vestido que se caracteriza por sus pliegues de satén y que recuerda la obra de su contemporánea Gesina ter Borch.